# Nebridia
Nebridia là một chi nhện trong họ Salticidae.